# Canary Fly
Canary Fly, S.L. (Eigenschreibweise: canaryfly) ist eine spanische Fluggesellschaft mit Sitz auf der Kanarischen Insel Gran Canaria. Sie wurde 2008 gegründet und bietet Flugverbindungen zwischen sechs der kanarischen Inseln an.

## Flotte

### Aktuelle Flotte
Mit Stand März 2023 besteht die Flotte der Canary Fly aus fünf Flugzeugen mit einem Durchschnittsalter von 13,5 Jahren:
| Flugzeugtyp | Anzahl | bestellt | Anmerkungen  | Sitzplätze |
| ----------- | ------ | -------- | ------------ | ---------- |
| ATR 72-500  | 5      |          | zwei inaktiv | 68         |
| Gesamt      | 5      |          |              |            |

### Ehemalige Flugzeugtypen
Früher setzte Canary Fly auch Maschinen des Typs ATR 72-200 und drei Fairchild Swearingen Metros ein; der letzte Flug mit einer Metro (EC-IRS) fand am 1. März 2015 statt.